# Industrijske padavinske vode
Industrijske padavinske vode su oticanja vode od padavina sa industrijskih lokacija (kao što su proizvodni i skladišni objekti, mesta deponovanja opasnog otpada, rudnici, aerodromi). Ove otpadne vode sadrže opasne zagađujuće supstance ili materije nastale iz procesa proizvodnje, skladištenja i deponovanja opasnog materijala.

## Regulacije u Sjedinjenim Državama
U Sjedinjenim Državama, objekti koji ispuštaju industrijsku kišnicu u površinske vode moraju da dobiju dozvolu u skladu sa Nacionalnim sistemom za otklanjanje otpadnih voda (eng: NPDES), u skladu sa Zakonom o čistoj vodi. Regulatorne dozvole za oluje koje izdaje Agencija za zaštitu životne sredine Sjedinjenih Država (EPA) upravljaju tim procesom. EPA je objavila 1990. godine svoju „fazu I” pravila o padavinama, koja pokriva industrijske otpadne vode.
Većinu dozvola za padavinske vode u SAD izdaju agencije u 46 država koje je EPA opunomoćila. EPA regionalne kancelarije izdaju dozvole o padavinski vodama u preostalim delovima Zemlje.

## Višesektorska opšta dozvola
EPA je 1995. godine objavila Višesektorsku opštu dozvolu (engl. Multi-Sector General Permit - MSGP) kako bi regulisala način rukovanja padavinskim vodama, i periodično je dopunjavala i ponovno izdavala dozvolu. MSGP iz 2015 pokriva 29 industrijskih i komercijalnih sektora.
Dozvola se primenjuje na objekte u Masačusetsu, Nju Hempširu, Novom Meksiku, Ajdahu, distriktu Kolumbije i federalnim ostrvskim područjima. Druge države su razvile vlastite državne industrijske dozvole za padavinske vode (npr. Kalifornijska industrijska opšta dozvola).

## Oluja na gradilištu
Prema propisima EPA, izlivanje padavinskih voda sa gradilišta se isto tako klasifikuje kao industrijske padavinske vode, međutim ovi ispusti su pokriveni zasebnim setom dozvola. EPA periodično objavljuje svoju Građevinsku opštu dozvolu i odobrene državne agencije objavljuju slične dozvole za regulisanje ispuštanja sa gradilišta od 1 akera (4.000 m²) ili više. Pored primene zahteva NDPES, mnoge države i lokalne uprave su donele sopstvene zakone i uredbe o upravljanju padavinskim vodama, a neke su objavile priručnike za tretman padavinskih voda. Neki od ovih državnih i lokalnih zahteva povećali su pokrivenost izvan saveznih zahteva. Na pimer, država Meriland zahteva kontrolu erozije i sedimenta na gradilištima od 5.000 kvadratnih stopa (460 m²) ili više.